# Solanum rovirosanum
Solanum rovirosanum är en potatisväxtart som beskrevs av John Donnell Smith. Solanum rovirosanum ingår i släktet skattor som ingår i familjen potatisväxter. Inga underarter finns listade i Catalogue of Life.